# Moscow (Tennessee)
Moscow város az Amerikai Egyesült Államok Tennessee államában, Fayette megyében. Lakosainak száma 572 fő (2020. április 1.).

## Népesség
A település népességének változása:

| 2010 | 556 |
| 2020 | 572 |